# Callidium juniperi
Callidium juniperi là một loài bọ cánh cứng trong họ Cerambycidae.